# Imma endocrossa
Imma endocrossa is een vlinder uit de familie van de Immidae. De wetenschappelijke naam van de soort is voor het eerst geldig gepubliceerd in 1921 door Edward Meyrick.